# Slugs of Love
Slugs of Love è il settimo album in studio della band svedese Little Dragon, pubblicato da Ninja Tune il 7 luglio 2023. Comprende collaborazioni con J.I.D e Damon Albarn, ed è stato preceduto dai singoli "Slugs of Love", "Kenneth", "Gold" e "Tumbling Dice". La band farà un tour in Nord America e in Europa alla fine del 2023 a sostegno dell'album.
In una dichiarazione, la band ha dichiarato: "Insieme abbiamo sviluppato, ripetuto, ballato, pianto e riso su questa musica mentre si è evoluta in avanti, indietro, lateralmente e tutt'intorno, ma ora finalmente è come un capolavoro completo. Sembra il nostro miglior lavoro mai realizzato. Siamo molto orgogliosi."

## Tracce
1. Amöban – 3:15
2. Frisco – 3:42
3. Slugs of Love – 4:07
4. Disco Dangerous – 2:46
5. Lily's Call – 4:04
6. Stay (featuring JID) – 3:48 (Bodin, Wallin, Wirenstrand, Destin Route)
7. Gold – 3:12 (Bodin, Nagano, Wallin, Wirenstrand, Bernarr)
8. Kenneth – 3:49
9. Glow (featuring Damon Albarn) – 6:00 (Bodin, Nagano, Wallin, Wirenstrand, Albarn,)
10. Tumbling Dice – 2:55
11. Easy Falling – 3:56